# Die Tage der Turbins (Drama)

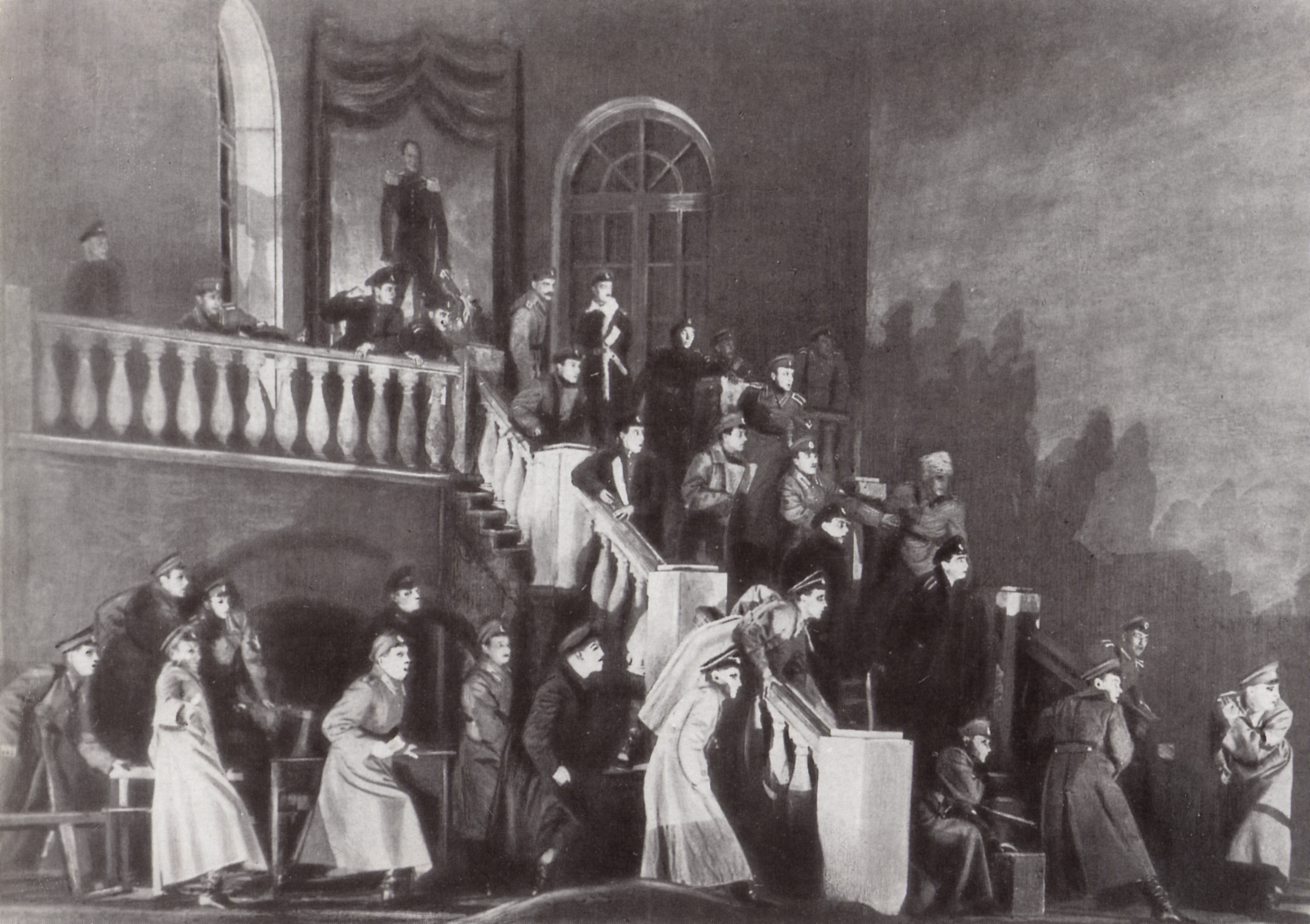
Die Tage der Turbins – Szene aus der Moskauer Aufführung anno 1926

Die Tage der Turbins (russisch Дни Турбиных Dni Turbinych) ist ein Theaterstück in vier Akten des sowjetischen Schriftstellers Michail Bulgakow, das am 5. Oktober 1926 im Moskauer Künstlertheater unter Konstantin Stanislawski mit Nikolai Chmeljow als Oberst Turbin uraufgeführt wurde. Bis 1941 erlebte das Stück in diesem Hause immerhin 987 Aufführungen. Dabei wurde das „kleinbürgerliche“ Werk zweimal verboten; das erste Mal im April 1929. Doch zu Bulgakows Glück fand das Stück einen Bewunderer. Stalin habe es sich angeblich fünfzehnmal angeschaut.  Der Text erschien 1934 in Boston und New York. Die erste sowjetische Buchausgabe kam 1955 heraus. In neuerer Zeit brachte Grigori Michailowitsch Koslow anno 2013 die Turbins auf die Bühne des St. Petersburger Studiotheaters  Masterskaja.
Bulgakow schrieb das Stück auf der Grundlage seines Romans Die weiße Garde.
Kiew im Winter auf das Jahr 1919 während der unruhigen Zeiten des Russischen Bürgerkrieges: Petljura vertreibt den Hetman Skoropadskyj aus der Stadt und wird darauf von den Bolschewiken verjagt.

## Überblick
Petljura will den Ukrainischen Nationalstaat und rückt gegen die von den Weißen gehaltene ukrainische Metropole vor. Der Hetman der Ganzen Ukraine kann gegen die 200 000 Mann starke Armee Petljuras lediglich eine Division, kommandiert von dem 30-jährigen Oberst der Artillerie Alexej Turbin, aufbieten. Mit Hilfe der Deutschen flieht der Hetman, als verwundeter deutscher Offizier kostümiert, per Eisenbahn nach Berlin. Sein Armeeoberbefehlshaber Fürst Belorukow hat der ukrainischen Heimat ebenfalls den Rücken gekehrt.
Angesichts solcher Mutlosigkeit befiehlt Oberst Turbin seinem angetretenen fassungslosen Häuflein – Division genannt: Gewehre wegwerfen, Achselstücke abreißen und sich in Kiewer Wohnungen verstecken.
Oberst Turbin fällt. Sein 18-jähriger Bruder Nikolai Turbin wird zum Krüppel geschossen. Einige Offiziere wollen zu Denikin an den Don.
Zwei Monate nach Oberst Turbins Tod rücken die Bolschewiken aus Moskau an und schlagen Petljura vor Kiew. Als die Roten in Kiew einrücken, müssen sich Oberst Turbins in Kiew verbliebene Offiziere entscheiden. Die einen wollen an den Don zu General Krasnow. Die anderen Weißgardisten harren aus und wollen mit den Roten entweder sympathisieren oder sogar Bolschewiken werden.

## Jelena
Alexej Turbins 24-jährige Schwester Jelena ist mit dem 38-jährigen Wladimir Talberg, Oberst im Generalstab von Fürst Belorukows Armee, verheiratet. Der Feigling Talberg flieht – wie seine beiden oben genannten Vorgesetzten – vor Petljura nach Berlin, kehrt zu Jelena zurück und flieht alsbald vor den Roten zu General Krasnow an den Don. Jelena bleibt jedes Mal in Kiew, trennt sich von ihrem Ehemann und wendet sich Oberleutnant Leonid Scherwinski, dem persönlichen Adjutanten des Hetmans, zu.

## Drei Helden
Bulgakow hat die drei titelgebenden Figuren mit unterschiedlichen Attributen idealisiert.
Emanzipation: Jelena, unter dem Eindruck der Revolution, korrigiert ihre falsche Partnerwahl – wendet sich Scherwinski zu, der sie – im Gegensatz zu Talberg – wahrhaftig liebt.
Oberst Alexej Turbin beweist im Schlusswort an seine konsternierten Weißgardisten geradezu seherische Fähigkeit. Er prognostiziert den Untergang der Weißen Bewegung in der Ukraine. Und nach Petljura – so meint der Oberst – werden die Bolschewiken kommen. Deswegen zieht er gegen alle Vernunft in den Kampf. Alexej steht für das alte, im November 1918 zum Untergang verurteilte Russland.
Alexejs Bruder, der verkrüppelte Nikolai, resümiert am Schluss des Stückes: Die Einnahme Kiews durch die Bolschewiken sei „für den einen ein Prolog“ und „für den andern ein Epilog“. Damit meint er das oben skizzierte Verhalten der im Umkreis des gefallenen Bruders am Leben gebliebenen Offiziere. Für deren Überzahl ist der Einzug der Kommunisten in Kiew ein Epilog – also das Ende. Es sieht so aus, als fasse Nikolai Turbin den Vormarsch der Kommunisten als Prolog auf.

## Hintergrund
Der im Stück auftretende Hetman der Ganzen Ukraine wird nur betitelt, jedoch an keiner Stelle benamst. Es handele sich, wie oben erwähnt, um Pawlo Skoropadskyj.
Das Werk sei ziemlich stark autobiographisch gefärbt. Bulgakows Großmutter mütterlicherseits sei eine geborene Turbin gewesen. Manche Betrachter sähen im Oberst Alexej Turbin ein Abbild des Autors. In dem Zusammenhang habe der Autor den Nikolai Turbin seinem Bruder Iwan (1900–1969) und die Jelena seiner Schwester Warwara (1895–1956) nachempfunden. Das Vorbild für Jelenas Ehemann Oberst Talberg habe Warwaras Gatte Leonid Sergejewitsch Karum (1888–1968) abgegeben. Letzterer habe es nach den Revolutionswirren bis zum Dozenten in einer Militärschule der Roten Armee gebracht.

## Verfilmung
- 1976, Mosfilm: Die Tage der Turbins[5] – TV-Spielfilm von Wladimir Bassow mit Andrei Mjagkow als Oberst Turbin.

## Deutschsprachige Ausgaben
Verwendete Ausgabe:
- Die Tage der Turbins. Stück in vier Akten. Aus dem Russischen von Thomas Reschke. S. 5–77 in: Michail Bulgakow. Stücke. Verlag Kultur und Fortschritt, Berlin 1970 (1. Aufl., 432 Seiten)